# Szewczenkiwśke (rejon synelnykowski)
Szewczenkiwśke (ukr. Шевченківське) – wieś na Ukrainie, w obwodzie dniepropetrowskim, w rejonie synelnykowskim, w hromadzie Rajiwka. W 2001 liczyła 312 mieszkańców, spośród których 290 wskazało jako ojczysty język ukraiński, a 22 rosyjski.